# Districte de Gisagara
El districte de Gisagara és un akarere (districte) de la província del Sud, a Ruanda. La seva capital és Ndora. El districte limita just a l'est de Butare, a la frontera entre Ruanda i Burundi.
El camp de refugiats de Mugombwa acull uns 7.300 refugiats congolesos. El Centre Turi Kumwe, que allotjava "una comissaria de policia i oficines de gestió de campaments i migracions" es va obrir al camp el 2014.

## Sectors
El districte de Gisagara està dividit en 13 sectors (imirenge): Gikonko, Gishubi, Kansi, Kibilizi, Kigembe, Mamba, Muganza, Mugombwa, Mukindo, Musha, Ndora, Nyanza i Save.